# Солнце (Челябинская область)
Солнце — посёлок в Толстинском сельском поселении Варненского района Челябинской области России. .

## Географическое положение
Посёлок расположен в 21 км по прямой к западу от районного центра села Варна, на берегу реки Нижний Тогузак. С соседними населёнными пунктами посёлок связывают грунтовые дороги и шоссе. Расстояние по автодороге до села Варна 29 км, до села Толсты 4 км.

## Население
| Год     | 1948 | 1959 | 1970 | 1983 | 1995 | 2007 |
| ------- | ---- | ---- | ---- | ---- | ---- | ---- |
| Жителей | 307  | 252  | 350  | 292  | 393  | 371  |

## История
Датой основания посёлка считается 1928 год. В том же году была образована сельхозкоммуна «Солнце», которая позднее дала название посёлку. На её базе в 1931 году был создан колхоз. Колхозу «Солнце» принадлежало 3500 га земель, из них пашни 1654 га, выгона 1444 га. В 1956 году колхоз «Солнце» вошёл в состав соседнего совхоза им. Молотова. Позднее он назывался совхозом «Толстинский».

## Геология и археология
В окрестностях посёлка Солнце найдены угленосные отложения.
Рядом с посёлком расположен курганный могильник «Солнце II». Предположительно он датирован II веком.